# 634 Ute
634 Ute је астероид главног астероидног појаса са пречником од приближно 69,44 .
Афел астероида је на удаљености од 3,615 астрономских јединица (АЈ) од Сунца, а перихел на 2,473 АЈ.
Ексцентрицитет орбите износи 0,187, инклинација (нагиб) орбите у односу на раван еклиптике 12,294 степени, а орбитални период износи 1939,991 дана (5,311 година).
Апсолутна магнитуда астероида је 9,60 а геометријски албедо 0,053.
Астероид је откривен 12. маја 1907. године.